# غاري غراي (لاعب كرة قاعدة)
غاري غراي (بالإنجليزية: Gary Gray)‏ هو لاعب كرة قاعدة أمريكي، ولد في 21 سبتمبر 1952 في نيو أورلينز في الولايات المتحدة.

## وصلات خارجية
- غاري غراي على موقعبيزبول رفرنس.كوم (الدوري الرئيسي) (الإنجليزية)
- غاري غراي على موقعبيزبول رفرنس.كوم (الدوري الثانوي) (الإنجليزية)